# سرزمین اصلی چین
سرزمین اصلی چین اصطلاحی سیاسی و جغرافیایی است که برای اشاره به منطقهٔ ژئوپلتیک تحت سلطهٔ جمهوری خلق چین به کار می‌رود. سرزمین اصلی چین عموماً مناطق اداری ویژهٔ هنگ کنگ و ماکائو را شامل نمی‌شود.

## واژه‌نامه
1. ↑  Special administrative region